# Allium lojaconoi
Allium lojaconoi  (лат.) — вид однодольных растений рода Лук (Allium) семейства Амариллисовые (Amaryllidaceae). Впервые описан итальянскими ботаниками Сальваторе Брулло, Э. Ланфранко и Пьетро Павоне в 1982 году.
Реликт третичного периода.

## Распространение и среда обитания
Эндемик Мальты, известный с трёх крупнейших островов Мальтийского архипелага: собственно Мальты, Гоцо и Комино. Общая площадь ареала составляет около 100 км². Типовой экземпляр собран в местности Зейтем-Пойнт.
Предпочитает прибрежные участки, где растёт в расщелинах скал, на травянистых и каменистых местах.

## Ботаническое описание
Луковичный геофит.
Цветёт в июне и июле.
Число хромосом — 2n=16. Ближайший родственник — Allium parciflorum с Корсики и Сардинии.

## Охранный статус
Численность популяции в целом стабильна, однако вид считается редким. Внешне растение довольно невзрачно и практически не представляет интереса для сбора цветов, но подвергается другим угрозам со стороны человека (например, вытаптыванию, загрязнению окружающей среды). Кроме того, Allium lojaconoi может вытесняться другими инвазивными и чужеродными видами растений.
По данным Международного союза охраны природы вид является близким к уязвимому положению (статус «NT»). Растение занесено также в Красную книгу Мальты и охраняется на государственном уровне.